# Abbey St Bathans
Abbey St Bathans (en gaélique écossais : Abaid Bhaoithin), est une paroisse du district de Lammermuir dans le Berwickshire, dans la partie orientale des Scottish Borders. 
Il est situé dans une longue vallée boisée escarpée et sinueuse qui suit la Whiteadder Water. La paroisse comptait 106 habitants au recensement de 2011. 

## Histoire
Abbey St Bathans était à l'origine un prieuré de religieuses cisterciennes fondé au XIIe siècle. Il est alors sanctifié puis utilisé comme retraite par les sœurs qui forment la communauté d'Haddington et de Nunraw (en), sous le patronage d'Ada, comtesse de Dunbar et de son mari Patrick, comte de Dunbar. Bien que l'emplacement d'origine du logement monastique soit inconnu aujourd'hui, il y a une pierre sur un côté du vallon connue sous le nom de pierre de l'abbaye. Bien qu'il n'y ait aujourd'hui aucune maison religieuse dans le village, il y a une petite église sur la place. 
L'église a été reconstruite au XVIIIe siècle et intègre, dans les murs est et nord, des vestiges de la fin du XIVe siècle de l'église du Prieuré de Sainte-Marie - le prieuré cistercien original fondé à la fin du XIIe ou au début du XIIIe siècle (date exacte inconnue) et sécularisé en 1622.
Il existe des preuves que Abbey St Bathans est habité depuis au moins 2 500 ans avec la découverte d'objets de l'âge du bronze, notamment un poignard et la présence à proximité d'Edin's Hall Broch, une structure défensive de l'âge du fer.